# Котор (община)
Община Котор (на сръбски: Општина Котор) е община в Черна гора. Съставена е от 56 населени места – 5 града и 51 села, с обща площ от 335 км2. Административен център е град Котор. Населението на общината според преброяването през 2011 г. е 22 601 души.

## Население
Численост на населението според преброяванията през годините:
- 1948 – 14 124 души
- 1953 – 15 436 души
- 1961 – 16 642 души
- 1971 – 18 917 души
- 1981 – 20 455 души
- 1991 – 22 410 души
- 2003 – 22 947 души
- 2011 – 22 601 души

| Етнос               | Брой   | Процент |
| ------------------- | ------ | ------- |
| Черногорци          | 11 047 | 48.88%  |
| Сърби               | 6 910  | 30.57%  |
| Хървати             | 1 553  | 6.87%   |
| Други/Недекларирани | 3 091  | 13.68%  |
| Общо                | 22 601 | 100%    |